# Longstone Ráth (Tipperary)

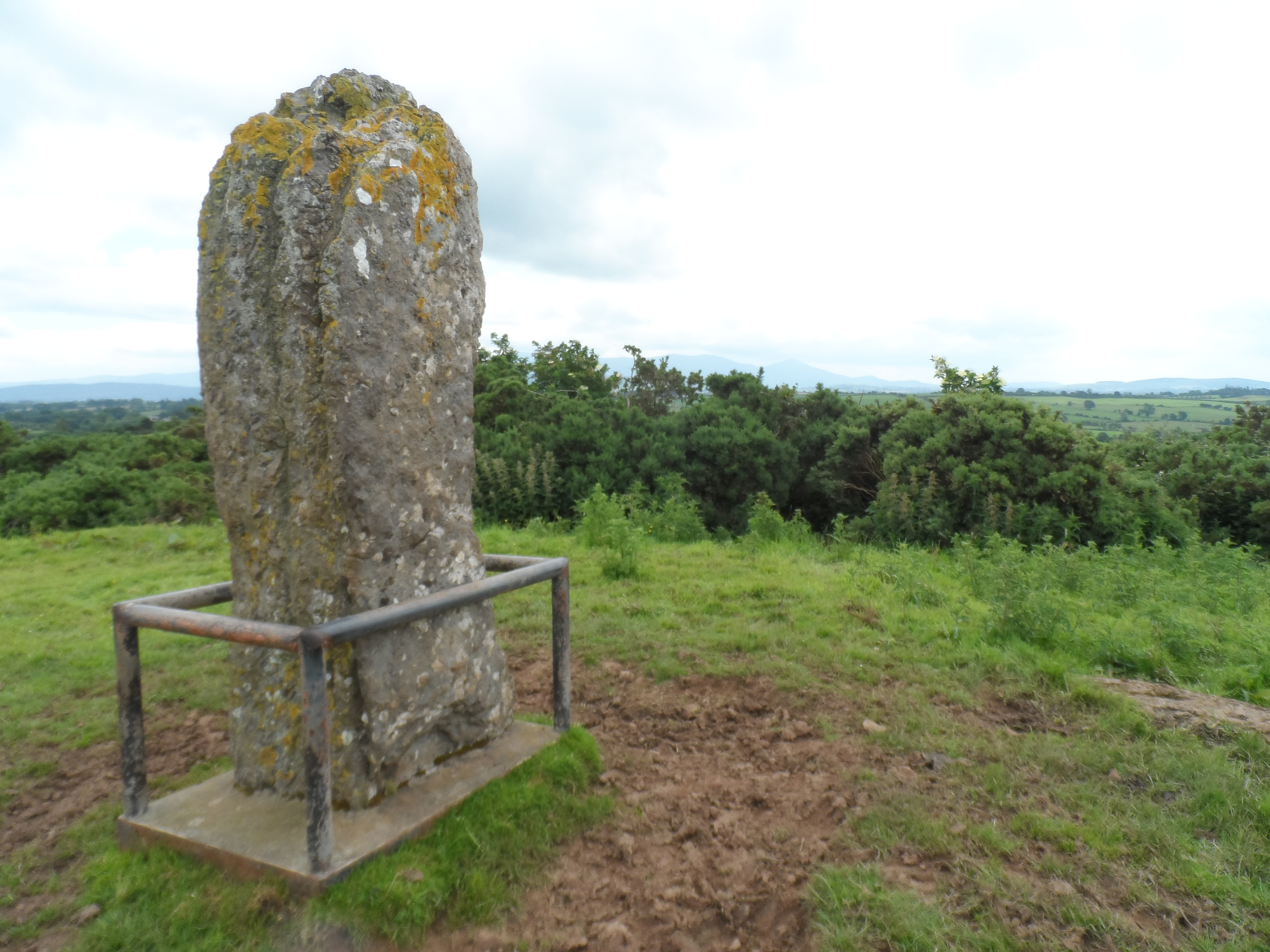
Der Longstone

Der Longstone Ráth (irisch Ráth na Cloiche Fada, deutsch „Ráth des langen Steins“) befindet sich auf einem Hügel mit Blick auf die Straße von Barna nach Emly, etwa 1,6 km westsüdwestlich von Cullen im County Tipperary in Irland.
Der „lange Stein“ ist ein etwa 2,3 m hoher Menhir (englisch Standing Stone) aus Kalkstein, der sich in einem doppelt umwallten Ringfort befindet, das zwischen 1973 und 1976 ausgegraben wurde. Gefunden wurden sechs komplette Gefäße, etwa 4.000 Scherben von Grooved Ware, über 400 Schaber aus Feuerstein und verbrannte Knochen. Der Hügel wurde im 1. Jahrhundert n. Chr. (mittlere Eisenzeit) aufgeworfen, der Ráth wurde um 600 n. Chr. hinzugefügt.
Nach Peter Danaher, weisen Gefäße im Carrowkeel-Stil auf ein temporäres Lager des Passage-Tomb-Volkes. Der Ort des Hügels wurde aber auch von den Glockenbecherleuten und deren Nachfolgern verwendet, was den Platz Tausende von Jahren, bevor der Ráth und der Longstone errichtet wurden, zu einem wichtigen Zentrum macht. 
Theorien besagen, dass der Stein im Ring ein Fruchtbarkeitssymbol ist.
Das "Golden Bog of Cullen" wurde im 18. Jahrhundert entdeckt und gilt als eine der bedeutendsten Fundstellen Irlands. Es wurde vor Einführung moderner Konservierungs- und Sammelmethoden entdeckt und fast alle Funde wurden eingeschmolzen. Möglicherweise handelte es sich bei den Funden um Votivgaben aus der Bronzezeit. 